# Agustín Edwards Eastman
Agustín Iván Edmundo Edwards Eastman (París, Francia; 24 de noviembre de 1927-Graneros, Chile; 24 de abril de 2017) fue un empresario y periodista chileno, propietario de la empresa periodística El Mercurio S.A.P., que publica los diarios chilenos El Mercurio y La Segunda, entre otros.
Fue conocido por su postura conservadora, proclive a la derecha política y por su rol en la organización del golpe de Estado de 1973, que derrocó al presidente Salvador Allende, incluyendo colaboraciones con Richard Nixon para que Estados Unidos interviniese en Chile a través de la CIA.

## Familia y estudios
Hijo de Agustín Edwards Budge y de María Isabel Eastman Beéche, nieto de Agustín Edwards Mac-Clure y bisnieto de Agustín Edwards Ross.
Cursó su educación primaria en el Heatherdown School de Londres, y la secundaria en The Grange School de Santiago de Chile. Su currículum oficial señala que estudió derecho en la Universidad de Chile y periodismo en la Academia Woodrow Wilson de Estudios Públicos e Internacionales de la Universidad de Princeton, graduándose en 1949 con distinción. Sin embargo, en la Universidad de Chile dejó la carrera mientras cursaba el tercer año y en la institución estadounidense, según su biografía no autorizada, Edwards solo estudió un bachillerato en relaciones públicas e internacionales.
Se casó con María Luisa del Río Fernández, con quien tuvo seis hijos: Agustín, Isabel, Carolina, Cristián, Andrés y Felipe.

## Carrera profesional

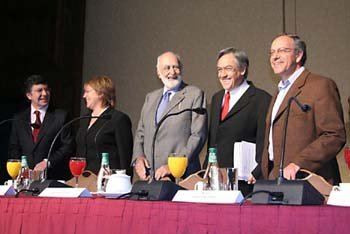
Agustín Edwards junto a los candidatos para la elección presidencial de 2005.

Ejerció como reportero para el International Herald Tribune de París, y The Times de Londres, luego de lo cual regresó a Chile para incorporarse a la empresa periodística de su familia, El Mercurio S.A.P., donde trabajó primero en la sección internacional, siendo posteriormente nombrado editor asistente de los vespertinos La Segunda y Las Últimas Noticias. El 2 de enero de 1958, tras la muerte de Guillermo Pérez de Arce, asumió como presidente de la empresa.
Tras la asunción del gobierno de la Unidad Popular en Chile, emigró a los Estados Unidos, donde vivió entre 1970 y 1975. En ese país ejerció como vicepresidente de PepsiCo y presidente de Foods International. A su regreso a Chile, asumió como director del diario El Mercurio en 1982, cargo que ejerció hasta 2008.[cita requerida] En 1979, adquirió el Banco de Constitución a la familia Correa, renombrándolo en 1980 como Banco de A. Edwards, convirtiéndolo en sucesor de la institución fundada en 1852 y que fue intervenida y liquidada en 1972.
Integraba el consejo consultivo de la Sociedad Interamericana de Prensa (SIP) la cual presidió entre 1968 y 1969, y la junta directiva del Grupo de Diarios América (GDA), del cual fue fundador en 1991.
A raíz de las acusaciones sobre su rol en el golpe de Estado en Chile de 1973 y sobre el tratamiento de los incidentes ocurridos en el Parque O'Higgins en 1987 —durante la visita de Juan Pablo II a Chile—, el Tribunal de Ética y Disciplina (TRED) Metropolitano del Colegio de Periodistas de Chile lo expulsó de dicha institución el 21 de abril de 2015. Tras ello, el abogado de Edwards declaró que el TRED ya había rechazado una denuncia presentada en 2001 sobre el primer caso; y respecto al segundo, que el recurso presentado por los afectados había sido rechazado al estimarse que lo que se produjo fue un error y no una maniobra de desinformación.
Al momento de su muerte, era presidente de las fundaciones Claudio Gay y Paz Ciudadana, y fundador de la Fundación País Digital.

## Reconocimientos
- Premio María Moors Cabot (1966), de la Universidad de Columbia.[10]
- Reconocimiento de la Universidad de Misuri.[10]
- Reconocimiento de la Asociación de Periodistas de Ecuador.[10]
- Premio Nacional de Relaciones Públicas (1993), de la Escuela Nacional de Relaciones Públicas.

## Controversias

### Colaboración con la CIA y la dictadura militar
Edwards ha sido calificado por diversos autores como principal agente de la Agencia Central de Inteligencia estadounidense en Chile a principios de la década de 1970, pues de acuerdo al Comité Church del Senado de los Estados Unidos, fue parte importante de la «Operación Sinsonte». Según documentos desclasificados en 2023, el 15 de septiembre de 1970 Agustín Edwards se reunió con el presidente Richard Nixon en la Casa Blanca.
Agustín Edwards ha sido acusado de haber participado en la promoción del golpe de Estado en contra del presidente Salvador Allende, estando acreditado el hecho de que El Mercurio, junto con otros medios de comunicación chilenos, recibió financiamiento de la Agencia Central de Inteligencia (Central Intelligence Agency, o CIA), con la anuencia de Henry Kissinger, con el objeto de desestabilizar el gobierno de Allende.
Una investigación periodística que derivó en el libro y documental "El Diario de Agustín" puso en relieve la línea editorial de los medios de que justificaba, o a lo menos invisibilizaba, las violaciones a los derechos humanos cometidas durante la dictadura militar de Augusto Pinochet . Periodistas que trabajaron con él, indican que dirigía el diario en forma "muy autoritaria". De hecho, no fue hasta mucho después de la publicación del Informe Rettig en 1991, que El Mercurio abandonó la utilización del calificativo de «presuntos detenidos desaparecidos» para referirse a víctimas de violaciones a los derechos humanos.
En una entrevista que dio el año 2000 —con motivo del centenario de El Mercurio de Santiago— Edwards se defendió de las acusaciones, diciendo: «Creo, sinceramente, que siempre nos esforzamos por informar lo que ocurría. Pero existían limitaciones muy serias que ningún medio pudo superar».
A este tema también se refirió Jorge González en la canción Mr. Right, perteneciente al disco Manzana, lanzado por Los Prisioneros en 2004.